# Alexandra Asimaki
Alexandra Asimaki (in greco Αλεξάνδρα Ασημάκη?; Atene, 28 giugno 1988) è una pallanuotista greca.

## Palmarès

### Club
- Campionato greco: 10

Vouliagmeni: 2004-05, 2005-06, 2009-10, 2011-12, 2012-13
Olympiakos: 2014-15, 2015-16, 2016-17, 2017-18, 2018-19
- Copa de la Reina: 1

Alcorcón: 2006-07
- Coppa di Grecia: 1

Olympiakos: 2017-18
- Champions Cup/Eurolega: 3

Vouliagmeni: 2008-09, 2009-10
Olympiakos: 2014-15
- Supercoppa d'Europa: 3

Vouliagmeni: 2009, 2010
Olympiakos: 2015

### Nazionale
- Mondiali

Shanghai 2011: 
- Europei

Zagabria 2010: 
Eindhoven 2012: 
Barcellona 2018: 
Eindhoven 2024: 
- World League

Kiriši 2005: 
La Jolla 2010: 
Changshu 2012: 
- Giochi del Mediterraneo

Tarragona 2018: 

## Riconoscimenti
- LEN Award: 2011
- Pallanuotista dell'anno FINA: 2011